# Resultados do Carnaval de Florianópolis em 2020
Os resultados do Carnaval de Florianópolis em 2020 foram divulgados no dia 24 de fevereiro, na segunda de Carnaval, em evento na Passarela Nego Quirido, mesmo local onde ocorreram os desfiles entre a noite de sábado e a madrugada de domingo. 
A Unidos da Coloninha foi a vencedora do grupo especial com o enredo "Sou tripeiro com muito orgulho! Prazer, sou a Gigante do Continente!". Este foi o décimo título da história da entidade no Grupo Especial. O Consulado ficou com o vice-campeonato. No grupo de acesso a vencedora foi a Acadêmicos do Sul da Ilha, que ganhou o direito de participar do Grupo Especial no carnaval seguinte.
Não foi realizado o desfile das campeãs na passarela neste ano, e a Coloninha realizou um desfile da vitória na Beira-Mar Continental.

## Grupo Especial

### Classificação final
| Legenda: Campeã |

| Col. | Escola                    | Enredo                                                                                     | Pontos | Ref.  |
| ---- | ------------------------- | ------------------------------------------------------------------------------------------ | ------ | ----- |
| 1.º  | Unidos da Coloninha       | Sou tripeiro com muito orgulho! Prazer, sou a Gigante do Continente!                       | 269,2  | [ 1 ] |
| 2.º  | Consulado                 | Lute como Antonieta                                                                        | 268,5  |       |
| 3.º  | Os Protegidos da Princesa | O Último Baile do Cangaço                                                                  | 268,4  |       |
| 4.º  | União da Ilha da Magia    | Era uma vez... Valdir Dutra, o Mago do Teatro Infantil                                     | 268,2  |       |
| 5.º  | Dascuia                   | Yalodes no Espelho de Oxum                                                                 | 266    |       |
| 6.º  | Embaixada Copa Lord       | Bem aventurados os que tem fome e sede de justiça. Vilson Groh o Sacerdote das Comunidades | 265,7  |       |
| 7.º  | Nação Guarani             | Sabedoria Ancestral: O Ecoar de uma Nação Transforma Lixo em Criação                       | 257,6  |       |

## Grupo de Acesso
Notas, quesitos e escolas na ordem a qual foram apresentadas. O critério de desempate era o inverso da ordem de apresentação, começando pelo Enredo.

### Classificação final
| Legenda: Campeã e promovida ao Grupo Especial |

| Col. | Escola                    | Enredo                                                       | Pontos | Ref.  |
| ---- | ------------------------- | ------------------------------------------------------------ | ------ | ----- |
| 1.º  | Acadêmicos do Sul da Ilha | O estandarte do sanatório geral vai passar                   | 178,8  | [ 1 ] |
| 2.º  | Império Vermelho e Branco | Pérolas negras, mulheres guerreiras                          | 178,1  |       |
| 3.º  | Jardim das Palmeiras      | Liberata - Uma história de resistência que inspira liberdade | 177,3  |       |